# Hideaki Kitajima
Hideaki Kitajima (født 23. maj 1978) er en japansk fodboldspiller.

## Japans fodboldlandshold
| Japans landshold | Japans landshold | Japans landshold |
| År               | Kmp              | Mål              |
| ---------------- | ---------------- | ---------------- |
| 2000             | 3                | 1                |
| Total            | 3                | 1                |